# Peumo (Chile)
Peumo ist eine Stadt und Kommune in der Provinz Cachapoal in der Región del Libertador General Bernardo O’Higgins in Chile. Bei der Volkszählung im Jahr 2017 hatte sie 14.313 Einwohner. Die Gemeinde erstreckt sich über eine Fläche von 153,1 km².

## Geschichte
Ursprünglich war Peumo ein Sitz indigener Völker, deren Aussterben kurz nach 1664 begann, als der Ort und die umliegenden Ländereien dem Marquis von Villa Palma, der Familie von Encalada, übergeben wurden. Anfang 1793 erhielt Peumo von Präsident Ambrosio O’Higgins den Stadttitel. Durch das Gesetz vom 10. Dezember 1883 wurde es zur Hauptstadt des an diesem Tag gegründeten damaligen Departements erklärt.

## Bevölkerung
Laut der Volkszählung des Nationalen Statistikinstituts von 2002 hatte Peumo 13.948 Einwohner (7128 Männer und 6820 Frauen). Von diesen lebten 7628 (54,7 %) in städtischen Gebieten und 6320 (45,3 %) auf dem Land. Die Bevölkerung wuchs zwischen den Volkszählungen von 1992 und 2002 um 8,6 % (1105 Personen). Im Jahr 2017 zählte man 14.313 Personen.

## Persönlichkeiten
- Fernando Solís (* 1976), Fußballspieler
- Iván Pardo (* 1995), Fußballspieler